# Wiedza i Życie
„Wiedza i Życie” – jeden z najstarszych polskich miesięczników popularnonaukowych, wydawany od 1926 roku, z wyjątkiem II wojny światowej (1939–1945) i stanu wojennego (1981–1983); od 2020 wydawany przez wydawnictwo „Polityka”.

## Historia
Tytuł „Wiedza i Życie” został użyty po raz pierwszy przez socjalistę Tadeusza Rechniewskiego dla wydawanej od 11 września 1910 roku w Wilnie jednodniówki popularyzującej wiedzę, natomiast ilustrowany miesięcznik pod tym tytułem zaczął ukazywać się w marcu 1926 roku, dzięki inicjatywie Janusza Jędrzejewicza, oficera WP i nauczyciela matematyki. W 1931 r. Jędrzejewicz zaangażował się w politykę, a wydawanie „Wiedzy i Życia” przejął Związek Nauczycielstwa Polskiego, zmieniając profil pisma na humanistyczny i publikując głównie artykuły z obszaru kultury i oświaty. 
Po wojnie tytuł był wydawany był przez Towarzystwo Uniwersytetu Robotniczego, a od 1950 r. przez Towarzystwo Wiedzy Powszechnej. Do tematyki humanistycznej doszło dużo artykułów z obszaru nauk ścisłych i przyrodniczych, jak np. biologii, informatyki i astronomii. W połowie lat 60. pismo nabrało charakteru wydawnictwa kulturalno-społecznego i psychologicznego i nie odnosiło większych sukcesów. Po okresie stanu wojennego, dzięki zaangażowaniu byłej dziennikarki naukowej „Życia Warszawy”, Joanny Zimakowskiej, powrócono do tematyki nauk ścisłych. Sprzedaż jednak była coraz niższa, w związku z czym jego ówczesny wydawca – RSW „Prasa-Książka-Ruch” rozważał w 1988 roku likwidację pisma. W tym samym czasie inny dziennikarz naukowy „Życia Warszawy” – Jan Rurański – planował uruchomienie własnego pisma popularnonaukowego. Ostatecznie Rurański, Zimakowska oraz Andrzej Gorzym (także dziennikarz naukowy „Życia Warszawy”) zamiast tworzyć nowe pismo, zaangażowali nowy zespół dziennikarzy naukowych i zajęli się odnowieniem „Wiedzy i Życia”.
Pismo, wydawane w nowej kolorowej formie od stycznia 1989 roku, odniosło rynkowy sukces. Nakład wynosił wówczas 180 tysięcy egzemplarzy. Po zmianach na rynku prasowym i likwidacji RSW w 1990 roku, pracownicy „Wiedzy i Życia” utworzyli spółdzielnię dziennikarską i przejęli tytuł. W 1991 r. spółdzielnia Wiedza i Życie utworzyła z partnerem amerykańskim wydawnictwo Science Press, w którym zaczął się ukazywać „Świat Nauki”. Na skutek nieumiejętnego zarządzania spółdzielnia zbankrutowała, a prawo do tytułu „Wiedza i Życie” przejęło wydawnictwo Prószyński i S-ka.
W latach 2002–2004 r. tytuł wydawany przez spółkę Agora, po czym powrócił do wydawnictwa Prószyński Media. W 2020 r. czasopismo zostało odkupione przez Polityka Sp. z o.o. S.K.A., a nowy wydawca zapowiedział skupienie się na procesie digitalizacji treści. Od 2022 internetowe wydania „Wiedzy i Życia” i „Świata Nauki” zostały włączone do firmowanego przez Politykę wortalu popularnonaukowego Pulsar.
W 2009 r. średni nakład wynosił 68 tys. egzemplarzy, średnia sprzedaż – 34 tys. (według danych ZKDP).
Od 1994 do 2002 „Wiedza i Życie” wychodziła razem z dodatkiem humanistycznym „Wiedza i Człowiek”.
W pierwszym kwartale 2021 r. średni nakład wynosił 34 tys. egzemplarzy, a średnia sprzedaż 18 tys. egz. (według danych PBC).  

## Redaktorzy naczelni
- 1926–1933 – Janusz Jędrzejewicz
- 1936 – Stanisław Podwysocki
- 1988–2001 – Andrzej Gorzym
- 2001–2005 – Irena Szymczak
- 2005–2006 – Dariusz Raczko
- 2006–2012 – Elżbieta Wieteska
- 2012–2015 – Adam Wawrzyński
- od 2015 – Olga Orzyłowska-Śliwińska